# Tischplatte des Asymus Stedelin

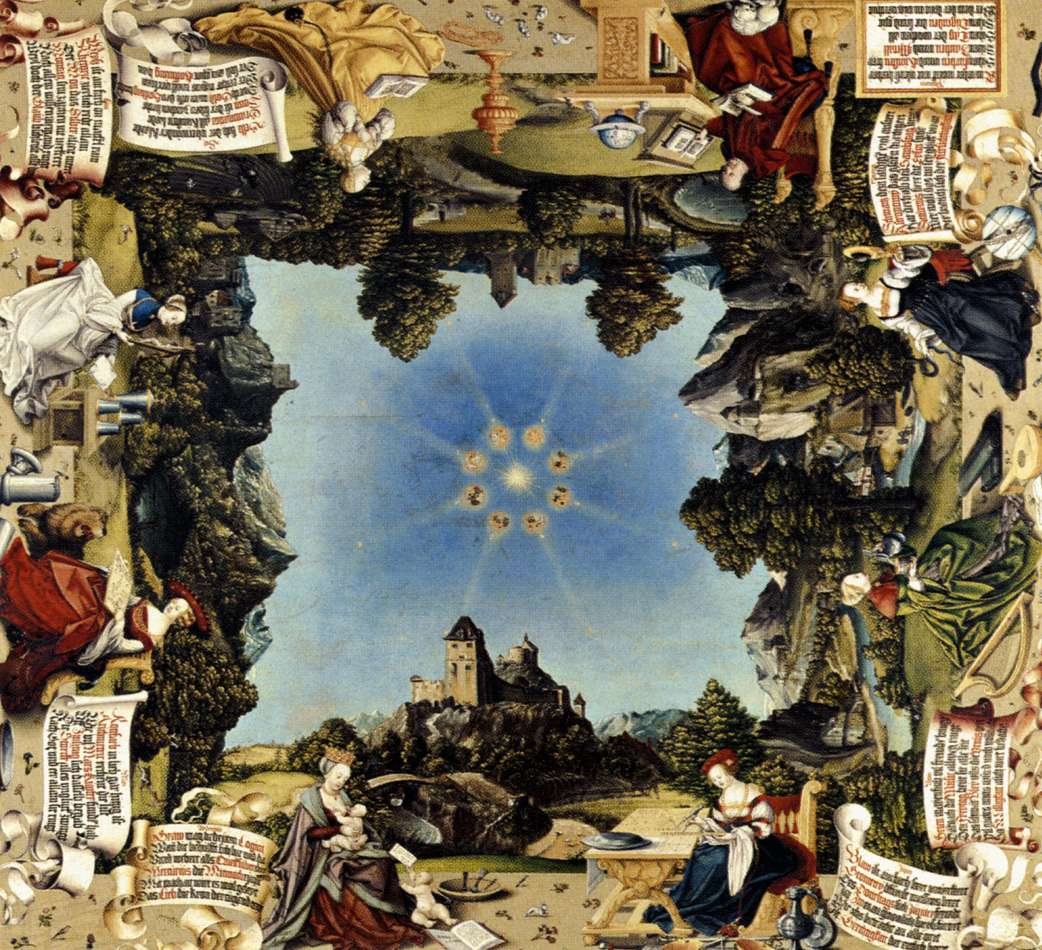
Tischplatte des Asymus Stedelin

Tischplatte des Asymus Stedelin, auch Tischplatte des Martin Schaffner, ist eine von dem Ulmer Maler Martin Schaffner (1477/78–1546/49) bemalte Tischplatte. Sie stellt ein Weltbild der Renaissance dar. Die vielfältigen inhaltlichen Bezüge sind in klarer überschaubarer Anordnung zusammengestellt.
Die Tischplatte gehört zum Bestand der Sammlung der Gemäldegalerie Alter Meister in Kassel (Inventarnr. GK 22).

## Geschichte
Auftraggeber der Tischplatte war der Straßburger Goldschmied Asymus Stedelin (Erasmus Stedelin). Die Tischplatte ist ein Werk Martin Schaffners von 1533.

## Malerei im Zentrum der Tischplatte
Den Mittelpunkt der nahezu quadratischen Platte nimmt die blaue Himmelsfläche mit einem strahlenden Gestirn, dem Göttlichen, ein. Um den Himmelskern gruppieren sich im Kreis sieben personifizierte Planeten in je einem Wagen, in dessen Räder ein oder zwei Tierkreiszeichen gemalt sind, sowie ein sechszackiger Stern als Symbol der Erde. Strahlen breiten sich von den Gestirnen aus. Sie sind auf Ptolemäus und die Allegorien der Sieben Tugenden (die christliche Trias Glaube-Liebe-Hoffnung und die vier antiken Kardinaltugenden) und der sieben Freien Künste ausgerichtet, die sich vor Landschaftspanoramen paarweise gegenübersitzen. Zu jeder Allegorie gehört eine in der Kleidung sichtbar gemachte Farbe, ein Metall und ein Wochentag. Die Zuordnung der Metalle zu den Planeten weicht teilweise von der alchimistischen Tradition ab: dort gehört Kupfer zur Venus, Eisen zum Mars und Blei zum Saturn. Große Spruchbänder erklären die inhaltlichen Bezüge und sind mit mahnenden und belehrenden Hinweisen versehen. Ptolemäus im roten Gewand sitzt an seinem Arbeitstisch und studiert Bücher. Der Erdglobus kennzeichnet ihn als Gelehrten des Altertums, seine Planetenlehre behielt durch das ganze Mittelalter hindurch Gültigkeit.

## Theologische Tugenden und die Sieben Freie Künste

### Hoffnung-Grammatik-Sonne-Gold
Rechts von Ptolemäus sitzt die Grammatik mit aufgeschlagenem Buch. Mit ihrem nach oben gerichteten offenen Blick und den gefalteten Händen versinnbildlicht sie zudem die Hoffnung. Gold, das edelste Metall, sowie die Sonne sind ihr zugehörig.

### Glauben-Rhetorik-Mond-Silber
Es folgt in Weiß gekleidet auf der nächsten Tischseite die Allegorie des Glaubens mit dem Kreuz. Eine gespiegelte Urkunde weist sie auch als Rhetorik aus. Ihr Metall ist das Silber, ihr Himmelszeichen der Mond.

### Stärke-Arithmetik-Mars-Kupfer
Gegenüber, rot gekleidet, hält die Arithmetik eine Rechentafel vor sich. Löwe und gebrochene Säule symbolisieren die Stärke. Neben ihr stehen Kanne und Schüssel aus Kupfer. Am Himmel lenkt Mars die Rosse des Wagens.

### Liebe-Logik-Merkur-Quecksilber
Auf der dritten Längsseite schließt sich im Zeichen Merkur die höchste der Tugenden, die Liebe an. Als mütterliche Frau ist sie von zwei Kindern umgeben. Das vor ihren Füßen liegende Buch mit dem Titel „Logica“ gibt das Entstehungsjahr der Tischplatte von 1533 wieder. Der ältere Knabe hält der Mutter ein Alphabet mit der Namensnennung des Auftraggebers Asymus Stedelin entgegen. Das flüssige Quecksilber ist das zugeordnete Metall.

### Gerechtigkeit-Geometrie-Jupiter-Zinn
Gegenüber nimmt die blaugekleidete Geometrie im Zeichen des Jupiters mit einem Zirkel an der Elle Maß. Schwert und Waage weisen sie zugleich als Allegorie der Gerechtigkeit aus. Gefäße weisen auf das Metall Zinn hin.

### Mäßigkeit-Musik-Venus-Blei
Auf der vierten Längsseite sitzt die Allegorie der Mäßigkeit, im Spruchband wird sie „Willigkeit“ benannt. Sie wird durch das aus einer Karaffe in einen Becher Wein gegossene Wasser symbolisiert, das die Wirkung des Alkohols mindert. Laute, Harfe und Notenbüchlein kennzeichnen sie zugleich als Musik. Zwei Rollen gewalzten Bleis sind ihr als Metall zugeordnet. Im Himmelswagen sitzen Venus und Amor.

### Klugheit-Astronomie-Saturn-Eisen
Den Schluss bildet eine schwarz gekleidete Frau, die sich in einem konvexen Spiegel betrachtet. Mit der Schlange und der Armillarsphäre zum Messen der Gestirnsbahnen wird sie als Klugheit, im Spruchband „Fürsichtigkeit“, und als Astronomie gekennzeichnet. Auf das Metall Eisen verweisen die Sporen am Boden sowie ein Bergwerk in der Landschaft. Ein Drahtzieher zieht den Planetenwagen des Saturn.